# Депортиво Лара
«Депорти́во Ла́ра» (исп. Club Deportivo Lara) — венесуэльский футбольный клуб из пригорода Баркисимето Кабударе (штат Лара). В настоящий момент выступает в Примере Венесуэлы, сильнейшем дивизионе страны.

## История
В Баркисимето уже существовал клуб «Лара», становившийся в 1965 году чемпионом Венесуэлы. Однако впоследствии эта команда была расформирована.
Клуб основан в 2006 году, под именем «Гуарос де Лара», своё современное название клуб носит с 1 июля 2009 года. В первый год своего существования клуб занял второе место в «Сегунде», втором по силе дивизионе Венесуэлы, этот успех позволил клубу на следующий сезон дебютировать в Примере Венесуэлы.
С момента своего дебюта в «Примере» в сезоне 2007/08 «Депортиво Лара» ни разу из неё не вылетал, а в сезоне 2009/10 добился своего наилучшего результата к тому моменту, заняв в итоговой таблице 4-е место. Это дало право команде принять участие в 2010 году в Южноамериканском кубке, но в нём клуб уступил в первом же раунде колумбийскому клубу «Санта-Фе».
Во второй половине 2011 года «Депортиво Лара», укрепившаяся такими звёздами венесуэльского футбола, как Хосе Мануэль Рей, Рафаэль Кастельин, Мигель Меа Витали, сумела выиграть Апертуру чемпионата Венесуэлы, тем самым обеспечив себе участие в стыковых матчах за чемпионский титул сезона 2011/12 и путёвку в Кубок Либертадорес 2013 (на правах, как минимум, вице-чемпиона Венесуэлы). Однако команда на этом не остановилась и, победив в Клаусуре 2012, стала безоговорочным чемпионом Венесуэлы сезона 2011/12.
С 2011 года команда выступает в пригороде Баркисимето — Кабударе — на стадионе Метрополитано де Лара.

## Достижения
- Чемпион Венесуэлы (1): 2011/12

## Участие в южноамериканских кубках
- Кубок Либертадорес (5):
  - Второй квалификационный этап — 2020
  - Групповой этап — 2013, 2018, 2019

- Южноамериканский кубок (5):
  - Первый этап — 2010, 2012, 2013, 2016
  - Второй этап — 2019

## Результаты клуба в чемпионатах Венесуэлы
| Сезон   | Дивизион | Место |
| 2006/07 | Сегунда  | 2     |
| 2007/08 | Примера  | 5     |
| 2008/09 | Примера  | 12    |
| 2009/10 | Примера  | 4     |
| 2010/11 | Примера  | 13    |
| 2011/12 | Примера  | 1     |
| 2012/13 | Примера  | 4     |
| 2013/14 | Примера  | 11    |
| 2014/15 | Примера  | 8     |
| 2015    | Примера  | 8     |
| 2016    | Примера  | 8     |
| 2017    | Примера  | 2     |
| 2018    | Примера  | 2     |
| 2019    | Примера  | 10    |
| 2020    | Примера  | 3     |
| 2021    | Примера  | 4     |